# Маркиз де Норпуа
Маркиз де Норпуа (фр. Marquis de Norpois) — один из основных персонажей цикла романов Марселя Пруста «В поисках утраченного времени» (далее — «Поиски»), вымышленный бывший посол Франции.

## Маркиз де Норпуа в «Поисках»
Маркиз де Норпуа, родившийся, предположительно, около 1820 года, племянник герцога де Монморанси, холостяк, представлен в романе как крупный дипломат, бывший полномочным представителем и послом Франции до Франко-прусской войны и после правительственного кризиса 16 мая 1877 года (в частности, послом в Австро-Венгрии). В период развёртывания основных сюжетных событий «Поисков» (1890-е — 1900-е годы) де Норпуа — ушедший в тень, но сохранивший влияние дипломатический деятель, которому в его преклонные годы «не раз поручалось представлять Францию в миссиях чрезвычайной важности». В годы «дела Дрейфуса» маркиз придерживался крайних антидрейфусарских позиций. Бывший посол пережил в романе всех своих современников и, несмотря на возраст, во время Первой мировой войны был вновь востребован, теперь на журналистско-патриотическом поприще, проявив себя ярым ультранационалистом. По завершении войны неутомимый де Норпуа выступил с обвинительной речью на процессе Жозефа Кайо.
Де Норпуа покровительствовал отцу главного героя, своему сослуживцу, и бывал у него дома. «Первый обед, на котором у нас был маркиз де Норпуа, состоялся в тот год, когда я ещё играл на Елисейских полях» — вспоминал Рассказчик, благодарный маркизу за то, что тот убедил его отца не только разрешить ему посмотреть спектакль с участием Берма, но и дать возможность сыну избрать литературную карьеру (отец желал ему стать дипломатом). При этом де Норпуа, посещавший салон г-жи Сван, где встречал писателя Бергота, к личности и творчеству которого относился критически, — прочитав литературный опыт юного Марселя, отметил в нём «дурное влияние Бергота».
Всегда ведя двойную игру, де Норпуа «ни разу не подорвал своего авторитета». В министерстве, — приводил пример Рассказчик, — «он часто прибегал к услугам моего отца, а тот был до того наивен, что верил, будто маркиз оказывает ему услугу». Неизменную поддержку холостяк де Норпуа оказывал только маркизе де Вильпаризи, своей многолетней любовнице. «Маркиз де Норпуа, хотя он и не мог создать своей приятельнице высокое положение, приводил к ней иностранных и французских государственных деятелей, которые в нём заискивали и знали, что единственный верный способ угодить ему — это бывать у маркизы де Вильпаризи».
Маркиз де Норпуа — фигура, изображённая в романе сатирически, с подчёркнутым сарказмом. Однако, как отмечал исследователь «Поисков», писатель Андре Моруа, комизм де Норпуа проявляется не в каких-то отдельных ситуациях, а в общем стиле поведения старого дипломата:

«Суть, или скорее, движущая сила стиля Норпуа состоит в том, что дипломат не хочет сказать ничего такого, что могло бы обязать его к чему-нибудь, или во что-нибудь втянуть. Поэтому он с большой точностью взвешивает свои фразы, которые взаимно уничтожают друг друга, так что, дойдя до конца периода, обнаруживаешь, что он положительно ничего не сказал. Добавьте сюда несколько традиционных канцелярских оборотов, привычку обозначать иностранные державы по адресу, отведенному для дипломатических служб: набережная д’Орсэ, Даунинг-стрит, Вильгельмштрассе, Певческий мост, а также обычай выделять малейшие нюансы и выискивать в каком-нибудь прилагательном секреты политики, и вы воспроизведёте стиль Норпуа. Этот персонаж, который с первого же своего появления может дать читателю представление о том, насколько он поразил Рассказчика, комичен потому, что за столь внушительным фасадом кроется лишь абсолютная пустота, мнимая проницательность да несколько элементарных чувств: не исчезнувшая с возрастом амбициозность и умилительное желание угодить госпоже де Вильпаризи».

## Прототипы
- Генерал Эмиль Феликс Флёри, в 1869—1870 годах французский посол в России; его любовница, графиня де Боленкур, в свою очередь, послужила одним из прототипов маркизы де Вильпаризи[20].
- Альбер Сорель, французский дипломат, историк, журналист, преподаватель отделения дипломатии в Вольной школе политических наук, где Пруст учился в начале 1890-х[21].
- Габриэль Аното, министр иностранных дел Франции второй половины 1890-х, стремившийся к укреплению франко-российских отношений; знакомый Пруста[22] по артистическому салону мадам Арман де Кайаве[фр.].
- Характерная деталь взаимоотношений маркиза де Норпуа и маркизы де Вильпаризи копирует отношения Анатоля Франса и мадам Арман де Кайаве: знаменитый писатель (послуживший прототипом и прустовскому Берготу) целыми днями работал в библиотеке в доме своей возлюбленной, а вечером, переходя в её салон, подобно маркизу де Норпуа у маркизы де Вильпаризи, говорил: «Я проходил рядом с вашим домом и не смог устоять перед удовольствием положить к вашим ногам мои клятвенные заверения в очарованной верности»[23].

## В экранизациях
- Ролан Копе[фр.] — «В поисках утраченного времени» Нины Компанеец (2011).